# Joshua Smith (baloncestista)
Joshua LaTrell Smith Jr. (Seattle, Washington, 14 de mayo de 1992) es un baloncestista estadounidense que pertenece a la plantilla de los Toyama Grouses de la B.League japonesa. Con 2,08 metros de estatura, juega en la posición de pívot.

## Trayectoria deportiva

### Universidad

#### UCLA

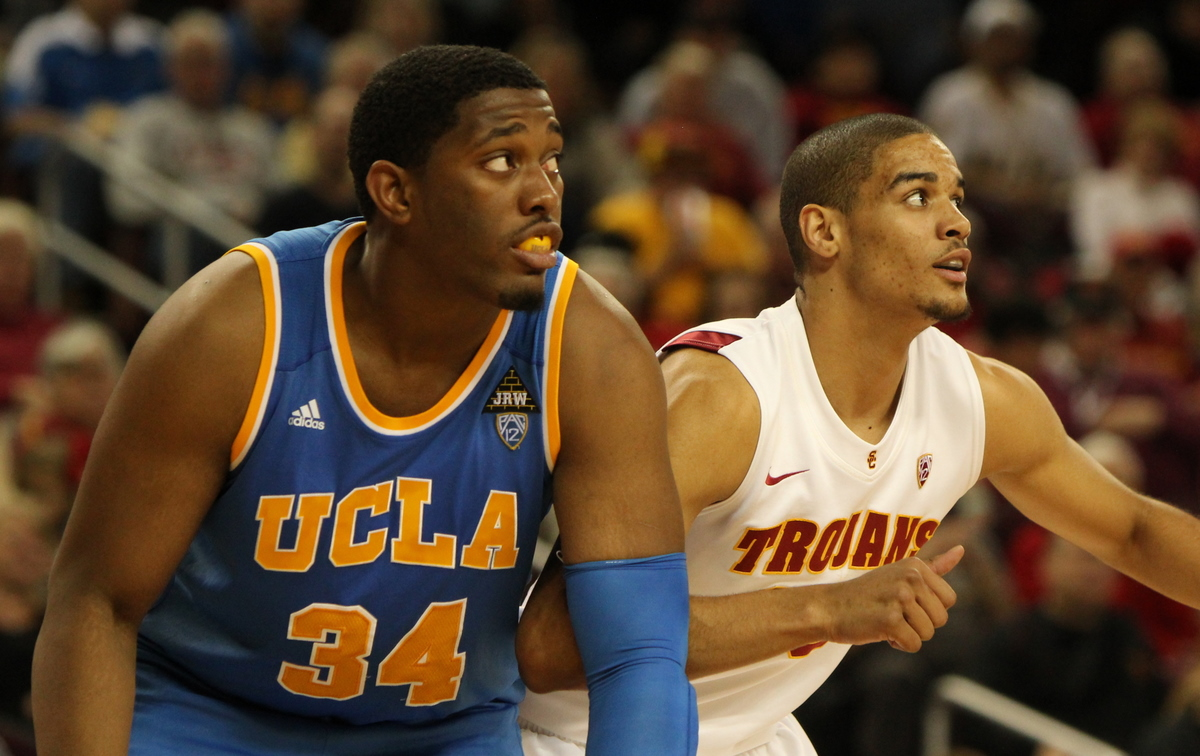
Smith, jugando con los Bruins.

Después de participar en el prestigioso McDonald's All-American Game en 2010, se unió a los Bruins de la Universidad de California, Los Ángeles, a las órdenes de Ben Howland. Smith, que durante el verano había conseguido perder 23 kilos, se presentó en el campus con un peso de 138. En su primera temporada disputó 33 partidos, siendo titular en 15, promediando 10,9 puntos y 6,3 rebotes por partido,
Pero en su temporada sophomore su estado físico bajó de nuevo, volviendo a ganar peso, lo que se tradujo en un peor rendimiento. La siguiente temmporada se presentó con 7 kilos menos de peso, pero tras disputar únicamente seis partidos decidió abandonar el equipo alegando motivos personales.

#### Georgetown
Fue transferido a los Hoyas de la Universidad de Georgetown, a la que llegó en enero de 2013. Entrenó con el equipo, pero debido a las normas de la NCAA no se le permitió jugar durante el resto de la temporada. Tras perderse también más de media temporada júnior por motivos académicos, jugó el resto de la misma y la siguiente, promediando 11,0 puntos y 5,1 rebotes por partido.

### Profesional
Tras no ser elegido en el Draft de la NBA de 2015, disputó las Ligas de Verano con los Miami Heat. El 21 de septiembre firmó con los Houston Rockets para disputar la pretemporada, pero tras siete partidos antes del comienzo de la temporada fue despedido.
El 2 de noviembre de 2015 firmó con los Rio Grande Valley Vipers como jugador afiliado de los Rockets. En su primera temporada en el equipo promedió 8,5 puntos y 4,7 rebotes por partido.